# Collesis mimica
Collesis mimica är en fjärilsart som beskrevs av W. Warren 1897. Collesis mimica ingår i släktet Collesis och familjen mätare. Inga underarter finns listade i Catalogue of Life.